# Elezioni presidenziali in Portogallo del 2016
Le elezioni presidenziali in Portogallo del 2016 si tennero il 24 gennaio; videro la vittoria di Marcelo Rebelo de Sousa.

## Processo legale
Qualsiasi cittadino di nazionalità originariamente portoghese, in pieno possesso dei suoi diritti di cittadinanza e che abbia più di 35 anni di età, ha la possibilità di concorrere alla Presidenza. Per fare ciò, deve riunire da un minimo di 7500 a un massimo di 15000 firme di suoi elettori e presentarle al Tribunale Costituzionale entro il trentesimo giorno dalla data delle elezioni. 
Secondo la Legge Elettorale del Presidente della Repubblica, la data delle elezioni, che deve essere necessariamente svolgersi 60 giorni prima del termine del mandato del Presidente in carica (il 9 marzo), è stata programmata il 19 novembre 2015 da Aníbal Cavaco Silva per il 24 gennaio 2016. 
Secondo la Costituzione Portoghese, un candidato necessita, per essere eletto, della maggioranza (50% più uno) dei voti validamente espressi. Nel caso in cui nessun candidato riesca a raggiungere questa soglia nel primo turno, si svolge una seconda tornata tra i candidati più votati, il 21º giorno successivo alla realizzazione delle prime votazioni; in questo caso il ballottaggio si sarebbe svolto il 14 febbraio 2016.
La presentazione delle candidature si è svolta fino al 24 dicembre 2015, ossia, entro un mese dalla data delle elezioni presidenziali. 
Il 29 dicembre 2015, il Tribunale Costituzionale ha accettato le 10 candidature presentate, rendendo così queste elezioni quelle con il maggior numero di candidati della storia del paese.

## Contesto politico
Tornando alle elezioni presidenziali del 2011, il Presidente Aníbal Cavaco Silva, candidato unico del centro-destra, era stato rieletto, vincendo al primo turno grazie al 52,95% dei voti espressi. Aveva battuto i due candidati principali, Manuel Alegre, del Partito Socialista che ottenne il 19.76 % dei voti piazzandosi al secondo posto, e l'indipendente Fernando Nobre che arrivò terzo con il 14.1% dei voti. Questa rielezione fu in linea con le precedenti perché gli altri presidenti erano sempre stati rieletti. Quest'elezione permise inoltre, la compresenza con il primo ministro socialista, José Sócrates.
Questa compresenza durò comunque poco, visto che il governo fu costretto a dimettersi dopo che l'Assemblea della Repubblica Portoghese rifiutò alcune manovre proposte. 
Successivamente, le elezioni legislative del 5 giugno 2011 diedero la vittoria al PSD di Pedro Passos Coelho, che formò una colligazione di governo con Paulo Portas del CDS-PP, inaugurando un periodo di Presidente e governo dello stesso ramo politico. La situazione della crisi economica che il paese ha vissuto ha condotto all'adozione di un piano di austerità e a interventi più frequenti del Presidente della Repubblica nella vita politica per facilitare l'accordo tra i partiti politici del paese, in particolare durante la crisi politica dell'estate 2013, dopo le dimissioni di Paulo Portas, quando Cavaco Silva chiese un governo di unità nazionale. Richiesta che fu senza successo, perciò il governo Passos Coelho andò avanti risultando la prima forza politica a terminare il proprio mandato nel regime democratico portoghese. 
Nel 2015, durante le elezioni legislative del 4 ottobre, in un periodo in cui il presidente Cavaco Silva vedeva ormai i suoi poteri diminuire, visto che ci si trovava nell'ultimo semestre del suo mandato e costituzionalmente non aveva più la facoltà di sciogliere l'Assemblea della Repubblica. Passos Coelho ottenne una maggioranza molto risicata a queste elezioni, il che non gli permise di creare un governo stabile, dopo che il suo programma fu bocciato da tutta l'Assemblea. In alternativa, il Partito Socialista di António Costa riuscì a trovare accordi con gli altri partiti di sinistra per formare una maggioranza parlamentare. Il Presidente dovette quindi dare la carica di primo ministro al socialista Costa, tuttora in corso.

## Candidati

### Candidature ammesse
| Nominativo | Nominativo               | Partito                      | Incarico istituzionale | Firme  | Data di formalizzazione |
| ---------- | ------------------------ | ---------------------------- | --- | ------ | ----------------------- |
|            | Marcelo Rebelo de Sousa  | Partito Socialdemocratico    | Giurista, professore universitario ed ex presidente del PSD (1996–99)                                                         | 15.000 | 23 dicembre 2015.       |
|            | Edgar Silva              | Partito Comunista Portoghese | Deputato del Partito Comunista Portoghese nell'Assemblea Legislativa di Madeira                                               | 15.000 | 7 dicembre 2015         |
|            | António Sampaio da Nóvoa | Indipendente                 | Ex rettore dell'Università di Lisbona (2006–13)                                                                               | 13.000 | 22 dicembre 2015.       |
|            | Marisa Matias            | Blocco di Sinistra           | Sociologa, eurodeputata del Blocco di Sinistra e vicepresidente del Partito della Sinistra Europea                            | 12.000 | 17 dicembre 2015.       |
|            | Maria da Belém Roseira   | Indipendente                 | Giurista, ex Ministro della Salute (1995–99) e dell'Uguaglianza (1999–2000) ed ex presidente del Partito Socialista (2011–14) | 9.200  | 22 dicembre 2015.       |
|            | Jorge Sequeira           | Indipendente                 | Psicologo, ricercatore e professore universitario                                                                             | 9.100  | 22 dicembre 2015.       |
|            | Cândido Ferreira         | Indipendente                 | Medico ed ex Presidente della Federazione Distrettuale di Leiria del Partito Socialista                                       | 8.300  | 23 dicembre 2015.       |
|            | Vitorino Silva           | Indipendente                 | Selciatore ed ex presidente della giunta della Freguesia di Rans                                                              | 8.118  | 23 dicembre 2015.       |
|            | Paulo de Morais          | Indipendente                 | Vicepresidente della TIAC, Associazione Civica ed ex vicesindaco di Oporto (2002–05)                                          | 8.000  | 1 dicembre 2015         |
|            | Henrique Neto            | Indipendente                 | Impresario, militante ed ex-deputato del Partito Socialista (1995–99)                                                         | 7.950  | 11 dicembre 2015.       |

## Risultati
| Marcelo Rebelo de Sousa  | PPD/PSD - CDS-PP - PPM                                | 2 413 956 | 52,00 |  |  |  |  |  |
| António Sampaio da Nóvoa | PCTP/MRPP - Livre                                     | 1 062 138 | 22,88 |  |  |  |  |  |
| Marisa Matias            | Blocco di Sinistra - Movimento Alternativa Socialista | 469 814   | 10,12 |  |  |  |  |  |
| Maria da Belém Roseira   | Indipendente                                          | 196 765   | 4,24  |  |  |  |  |  |
| Edgar Silva              | Partito Comunista Portoghese                          | 183 051   | 3,94  |  |  |  |  |  |
| Vitorino Silva           | Indipendente                                          | 152 374   | 3,28  |  |  |  |  |  |
| Paulo de Morais          | Indipendente                                          | 100 191   | 2,16  |  |  |  |  |  |
| Henrique Neto            | Indipendente                                          | 39 163    | 0,84  |  |  |  |  |  |
| Jorge Sequeira           | Indipendente                                          | 13 954    | 0,30  |  |  |  |  |  |
| Cândido Ferreira         | Indipendente                                          | 10 609    | 0,23  |  |  |  |  |  |
| Totale                   | Totale                                                | 4 642 015 | 100   |  |  |  |  |  |
|                          |                                                       |           |       |  |  |  |  |  |
| Schede bianche           | Schede bianche                                        | 58 964    | 1,24  |  |  |  |  |  |
| Schede nulle             | Schede nulle                                          | 43 588    | 0,92  |  |  |  |  |  |
| Votanti                  | Votanti                                               | 4 744 597 | 48,66 |  |  |  |  |  |
| Elettori                 | Elettori                                              | 9 751 398 |       |  |  |  |  |  |